# أرمان (فنان تشكيلي)
أرمان (بالفرنسية: Arman) ـ (17 نوفمبر 1928 – 22 أكتوبر 2005)، فنان أمريكي راحل من أصل فرنسي.

## روابط خارجية
- أرمان على موقع مونزينجر (الألمانية)
- أرمان على موقع ميوزك برينز (الإنجليزية)
- أرمان على موقع ديسكوغز (الإنجليزية)